# Pyrausta geographicalis
Pyrausta geographicalis là một loài bướm đêm trong họ Crambidae.